# Лесное (озеро, Камско-Устьинский район)
Лесное — озеро в Камско-Устьинском районе Татарстана.
Постановлением Совета Министров Татарской АССР от 10 января 1978 г. № 25 и постановлением Кабинета Министров Республики Татарстан от 29 декабря 2005 г. № 644 признана памятником природы регионального значения

## География
Озеро Лесное — бессточный водоём карстового происхождения. Расположен в 1,5 км юго-восточнее села Большие Кляри Камско-Устьинском районе Татарстана. Водоём имеет овальную форму. Длина озера 80 м, максимальная ширина 60 м. Площадь зеркала 0,67 гектара. Средняя глубина достигает 1 м.

## Гидрология
Объём озера 12000 м³. Питание подземное, устойчивое. Вода жёлтого цвета, без запаха, слабо мутная, прозрачность 50 см. Минерализация 357 мг/л, жёсткость менее 2 ммоль/л.